# ユーロブルン・ER189
ユーロブルン・ER189 (EuroBrun ER189) は、イタリアのレーシングチーム、ユーロブルンが1989年のF1世界選手権に投入したフォーミュラ1カー。チームにとって2作目の車両であった。デザイナーはジョージ・ライトン。エンジンはジャッドCVを搭載した。1990年には大きな変化も無いままER189Bとして14レースに参加した。ER189はレースカーとしては失敗作であった。2シーズンで22戦に参加したが、決勝に進出したのは2回、完走したのは1回のみであった。

## 背景
ユーロブルンのマネージャー、ウォルター・ブルンは失敗に終わった初年度に引き続いて、1989年は自身が所有していたブラバムチームとの協力で新車を開発し、シーズンに臨もうとしていた。しかしながらレギュレーションは各チームが自らの車を独自に開発することを要求していたため、他チームとの協力によるシナジー効果を実現することはできなかった。したがって、ブルンは1988年末にチームの車の開発を外注した。前年とは異なり、車はイギリスの専門家によって開発されることとなった。ブルンはこの目的のためにビスターでブルンテクニクスを設立した。チーフエンジニアはジョージ・ライトンが務め、新車のER189は1989年1月に製作が始められた。しかしながら、財政難のため新車の完成は1989年夏までずれ込んだ。チームは1989年シーズン前半を前年マシンの改良型、ER188Bで戦わざるを得なかった。

## ユーロブルン・ER189

### 開発
ユーロブルン・ER189は、ジョージ・ライトンと元コローニのエンジニア、ロベルト・オーリによって設計された。ER189はシンプルな車であり、前年型の問題点を解決できないまま引き継いでいた。ボリューム感のあるスタイリングとは対照的に、モノコックは非常にコンパクトであった。1990年シーズンのドライバー、クラウディオ・ランジェスは狭いコクピットの中でドライブするのも困難であった。リアカウルは前年型とは異なってドライバーの頭部後方にエアスクープを持ち、後方に向けてなだらかに下がっていた。サイドポッドは背が非常に低かった。サスペンションはダブルウィッシュボーンにプッシュロッドを装備していたが、問題を抱えており1989年の夏にはER188Bのサスペンションと交換された。
エンジンは前年型に引き続いてジャッドCVを搭載したが、1989年の計画を発表したコスワースによるDFRユーザーに当初ユーロブルンが含まれていた。しかし3月に発表されたFIA公式エントリーリストでユーロブルンとブラバムの2チームが'89年用マシンに載せたエンジンがジャッドであることが判明。この2チームともエンジンメンテナンスはハイニ・マーダーが請け負い、前年ウィリアムズ・FW12に搭載されていたエンジンを譲り受けて使用することとなった。そのパフォーマンスはコスワースDFRに匹敵し、600hpを発揮した。

### レース戦績
ER189は1989年ドイツグランプリでデビューし、全7戦に参加した。イエーガーマイスターがスポンサーとなり、カラーリングはオレンジ一色になった。ドライバーはグレガー・フォイテクが起用されたが、予備予選落ちした。フォイテクはその後も3戦連続で予備予選落ちし、ベルギーグランプリの後にチームを離脱した。イタリアグランプリから前年度チームに所属していたオスカー・ララウリがフォイテクの代わりとして復帰し、シーズン終了までドライブしたが、彼もまた予備予選を通過することはできなかった。
ER189は2戦を走った後に不具合が発見された。ブルンはER189に改修を施した。改修の中にはER188Bのリアアクスル移植も含まれた。改修を行う間のベルギーグランプリにチームはER188Bを投入した。

## ユーロブルン・ER189B
1990年シーズン、ER189は過渡的モデルとして序盤のみに使用される予定であった。ウォルター・ブルンはアラブ首長国連邦からのスポンサー資金の助けを借りて、新車のER190を開発する意図を持っていた。エンジンはオーストリアのネオテック製12気筒エンジンに資金を投入、開発して搭載する予定であったが、スポンサーからの資金は入らず、このプロジェクトは1990年の春に失敗した。

### 開発
新車開発のめどが立たなくなり、チームはER189に改修を行いER189Bとして使用することとなった。1989年から90年の冬に、チームは2台目を製作した。ER189Bもジャッドエンジンを搭載した。春の間に車両は僅かな改修が施された。唯一の大きな改修は、フロントサスペンションが一本のショックアブソーバーで動作するようになったことであった。この改修はフランスGP前に行われた。これはティレル・019を真似たものであった。しかしながら、リアサスペンションのモノショック化はドライバビリティの改善に寄与しなかったため、チームはすぐに従来の2本のショックアブソーバーに戻した。フロントをモノショックにしたER189Bはクラウディオ・ランジェスの最後のレースに投入されたが、成功とは言えなかった。
車両の命名法は不確実である。いくつかのソースでは1990年シーズンを通して使われた車両がユーロブルン・ER189Bであるとするが、別のソースでは序盤2戦で使用された車両はER189であり、「B」が付かなかったとする。

### レース戦績
ライトンは1990年シーズンに向けてER189を改修、ER189Bを作り上げた。チームは14戦で2台のER189Bを使用した。チームはブラジル人ドライバーのロベルト・モレノと、イタリア人ドライバーのクラウディオ・ランジェスを起用した。ランジェスはチームにスポンサーマネーを持ち込んだが、成績はモレノの方が上回り、その予算はモレノに集中した。カラーリングはメインスポンサーが無くなったため銀一色となった。ER189Bはオランダ人エンジニアのキーズ・ヴァン・デル・グリントの努力にもかかわらず、予算不足のため開発は十分に行われなかった。モレノは予備予選を5回通過したが、決勝進出は2回のみであった。開幕戦アメリカグランプリでモレノは予備予選を最速で通過、予選も16位で通過し決勝は13位でフィニッシュしたが、ER189Bが完走したのはこの1回のみであった。モレノは第3戦サンマリノグランプリでも24位で予選を通過したが、決勝は1周目にエンジントラブルでリタイアとなった。その後も3戦連続で予備予選を通過したが、予選を通過することはできなかった。ランジェスは1度も予備予選を通過できなかった。チームはテストを十分に行うことができず、開発もほとんど進まなかった。ドライバーは車のハンドリングを「災難だ」と語っている。
ヨーロッパラウンドを終えたところでチームは予算が尽き、シーズン終盤の2戦に参加することはできなかった。

## F1における全成績
(key) （太字はポールポジション）
| 年     | シャシー | エンジン       | タイヤ | ドライバー               | 1    | 2    | 3    | 4    | 5    | 6    | 7    | 8    | 9    | 10   | 11   | 12   | 13   | 14   | 15   | 16   | ポイント | 順位 |
| ------ | -------- | -------------- | ------ | ------------------------ | ---- | ---- | ---- | ---- | ---- | ---- | ---- | ---- | ---- | ---- | ---- | ---- | ---- | ---- | ---- | ---- | -------- | ---- |
| 1989年 | ER189    | ジャッド CV V8 | P      |                          | BRA  | SMR  | MON  | MEX  | USA  | CAN  | FRA  | GBR  | GER  | HUN  | BEL  | ITA  | POR  | ESP  | JPN  | AUS  | 0        | NC   |
| 1989年 | ER189    | ジャッド CV V8 | P      | グレガー・フォイテク     |      |      |      |      |      |      |      |      | DNPQ | DNPQ |      |      |      |      |      |      | 0        | NC   |
| 1989年 | ER189    | ジャッド CV V8 | P      | オスカー・ララウリ       |      |      |      |      |      |      |      |      |      |      |      | DNPQ | DNPQ | DNPQ | DNPQ | DNPQ | 0        | NC   |
| 1990年 | ER189B   | ジャッド CV V8 | P      |                          | USA  | BRA  | SMR  | MON  | CAN  | MEX  | FRA  | GBR  | GER  | HUN  | BEL  | ITA  | POR  | ESP  | JPN  | AUS  | 0        | NC   |
| 1990年 | ER189B   | ジャッド CV V8 | P      | ロベルト・モレノ         | 13   | DNPQ | Ret  | DNQ  | DNQ  | DSQ  | DNPQ | DNPQ | DNPQ | DNPQ | DNPQ | DNPQ | DNPQ | DNPQ |      |      | 0        | NC   |
| 1990年 | ER189B   | ジャッド CV V8 | P      | クラウディオ・ランジェス | DNPQ | DNPQ | DNPQ | DNPQ | DNPQ | DNPQ | DNPQ | DNPQ | DNPQ | DNPQ | DNPQ | DNPQ | DNPQ | DNPQ |      |      | 0        | NC   |

## 参照
1. ↑  Stats F1. “EuroBrun ER189”. 2014年4月19日閲覧。
2. ↑  Motorsport aktuell, Heft 15/1989, S. 28.
3. ↑  Motorsport aktuell, Heft 6/1989, S. 9.
4. ↑  In einigen Publikationen wird das Auto als „enttäuschend“ beschrieben. Vgl. z.B. Cimarosti: Das Jahrhundert des Rennsports. S. 404.
5. ↑  Hodges: A-Z of Grand Prix Cars 1906-2001, S. 84.
6. ↑  Hodges: Rennwagen von A-Z nach 1945, S. 91.
7. ↑  最終決定1989公式エントリーリスト グランプリ・エクスプレス '89シーズン開幕直前号 7頁 1989年4月3日発行
8. ↑  Cimarosti. Das Jahrhundert des Rennsports. S. 407.
9. ↑  “Eurobrun”. Grandprix.com. 2014年4月20日閲覧。
10. ↑  Hodges: A-Z of Grand Prix Cars 1906-2001, S. 84: „Not wholly raceworthy for its GP debut.“
11. ↑  Motorsport Aktuell, Heft 50/1989, S. 18.
12. ↑  Motorsport Aktuell, Heft 15/1990, S. 3.
13. 1 2  Motorsport Aktuell, Heft 12/1990, S. 13.
14. ↑  Motorsport Aktuell, Heft 29/90, S. 7.
15. ↑  Vgl. Meldeliste zum Großen Preis von San Marino 1990 auf der Internetseite www.motorsport-total.com (abgerufen am 17. August 2011).
16. ↑  Vgl. Meldeliste zum Großen Preis von Brasilien 1990 auf der Internetseite www.motorsport-total.com (abgerufen am 17. August 2011).
17. ↑  Motorsport Aktuell, Heft 23/1990, S. 40.
18. ↑  Motorsport Aktuell Heft 36/1990, S: 26.
19. ↑  “EuroBrun Full Profile”. 2009年5月30日時点のオリジナルよりアーカイブ。2014年4月20日閲覧。